# Taishi Nishioka
Taishi Nishioka (jap. 西岡 大志, Nishioka Taishi; * 28. Juli 1994 in der Präfektur Miyazaki) ist ein japanischer Fußballspieler.

## Karriere
Taishi Nishioka erlernte das Fußballspielen in der Universitätsmannschaft der Universität Fukuoka. Seinen ersten Vertrag unterschrieb er 2017 beim FC Ryūkyū. Der Verein, der in der Präfektur Okinawa beheimatet ist, spielte in der dritthöchsten Liga des Landes, der J3 League. 2018 wurde er mit dem Verein Meister der J3 und stieg in die zweite Liga auf. 2020 unterschrieb er einen Vertrag beim Ligakonkurrenten Ehime FC in Matsuyama. 2021 belegte man mit Ehime den 20. Tabellenplatz und stieg in die dritte Liga ab. Nach drei Spielzeiten und 65 Ligaspielen wechselte er im Januar 2023 zum ebenfalls in der dritten Liga spielenden Tegevajaro Miyazaki.

## Erfolge
FC Ryūkyū
- Japanischer Drittligameister: 2018  ▲

## Familie
Taishi Nishioka ist der Bruder von Daiki Nishioka.